# Wilhelm von Calven
Wilhelm von Calven († 28. Dezember 1465 in Lübeck) war ein Bürgermeister der Hansestadt Lübeck.

## Biografie
Calven war Sohn des Lübecker Ratsherrn Reyner von Calven. Er verließ zusammen mit seinem Vater als Mitglied des alten Rates 1408 die Stadt. Der Vater vertrat die Interessen des alten Rates gegen den Neuen Rat, unter anderem vor dem Reichshofgericht in Heidelberg.
Wilhelm von Calven selbst wurde im Jahr 1433 Ratsherr wie zuvor schon sein Vater und dann 1441 einer der Bürgermeister der Stadt. Verwendung fand er vor allem in auswärtigen Angelegenheiten. Im Jahr seiner Wahl zum Bürgermeister war er als Gesandter der Stadt in Kopenhagen. Vermittlungen zwischen König Erich von Dänemark und König Christoph III. von Dänemark führten ihn 1443 auf die Insel Gotland, wohin Erich sich zurückgezogen hatte. 1444 verhandelte er in Kampen mit den Niederländern wegen eines Friedensschlusses, 1447 erneut in Kopenhagen über Beschwerden der in Bergen auf der Deutschen Brücke ansässigen Kaufleute (Bergenfahrer). Die Rechtsposition der Kaufleute der Hanse und der Hansestädte im flandrischen Brügge war dort vom Herbst 1447 bis zum Frühjahr 1448 Gegenstand von Verhandlungen, das Jahr 1449 führte Calven zu Verhandlungen nach Lauenburg und 1450 war er gemeinsam mit dem Ratsherrn Jakob Bramstede an den Verhandlungen des Münzrezesses beteiligt. 1451 folgten erneute Verhandlungen der Hanse in Utrecht über den Stapel in Brügge sowie mit englischen Gesandten. 1459 Teilnahme an den Friedensverhandlungen zwischen Dänemark und Polen in Lübeck und 1460 führt er ein letztes Mal in Segeberg gemeinsam mit seinem Schwiegersohn Johann Westphal und Johann Lüneburg Verhandlungen für Lübeck mit König Christian I. von Dänemark, der mit Hilfe der Landstände Herzog von Schleswig und Graf von Holstein wurde. In Testamenten Lübecker Bürger wird er mehrfach als Urkundszeuge und als Vormund aufgeführt.

Wilhelm von Calven war, wie auch schon sein Vater, Mitglied der Zirkelgesellschaft. Die Vorrade-Kapelle in der St. Aegidien-Kirche ging 1441 auf ihn als Enkel Dietrich Vorrades über und wurde seither auch nach ihm benannt, ebenso wie das Patronat über zwei Vikarien in dieser Kapelle. Die Kapelle fiel 1790 an die Aegidiengemeinde zurück, weil man in Lübeck fälschlicherweise annahm, die Adelsfamilie von Kalben sei ausgestorben. Die Grabplatte von Wilhelm von Calven mit dem Familienwappen befindet sich seit 1893 aufgerichtet im Norderschiff der Aegidienkirche. Sie zeigt in den oberen Ecken die Wappen seiner Eltern, des Ratsherrn Reyner von Calven und der Margarethe Schepenstede, unten die beiden Wappen seiner Ehefrauen Anna von Sode und Kunigunde von Attendorn. In der Mitte der Platte befindet sich das Wappen des Bürgermeisters. Die lateinische Umschrift der Platte lautet: 

„Anno domini MCCCLXV in die innocentii obiit Dominus Wilhelmus de Caluen, Proconsul lubecensis qui hic requiescit cum duabus suis uxoribus scilicet Anneken et Kunnehen et filio suo Wilhelmus.“

 Auf der inneren der Umschriften steht die spätere Grabinschrift seines Sohnes, des Lübecker Ratsherrn Heinrich von Calven († 1504).
Er wohnte auf dem Grundstück des Brömserhofs in der Schildstraße 12.